# اسپرسو کن پانا

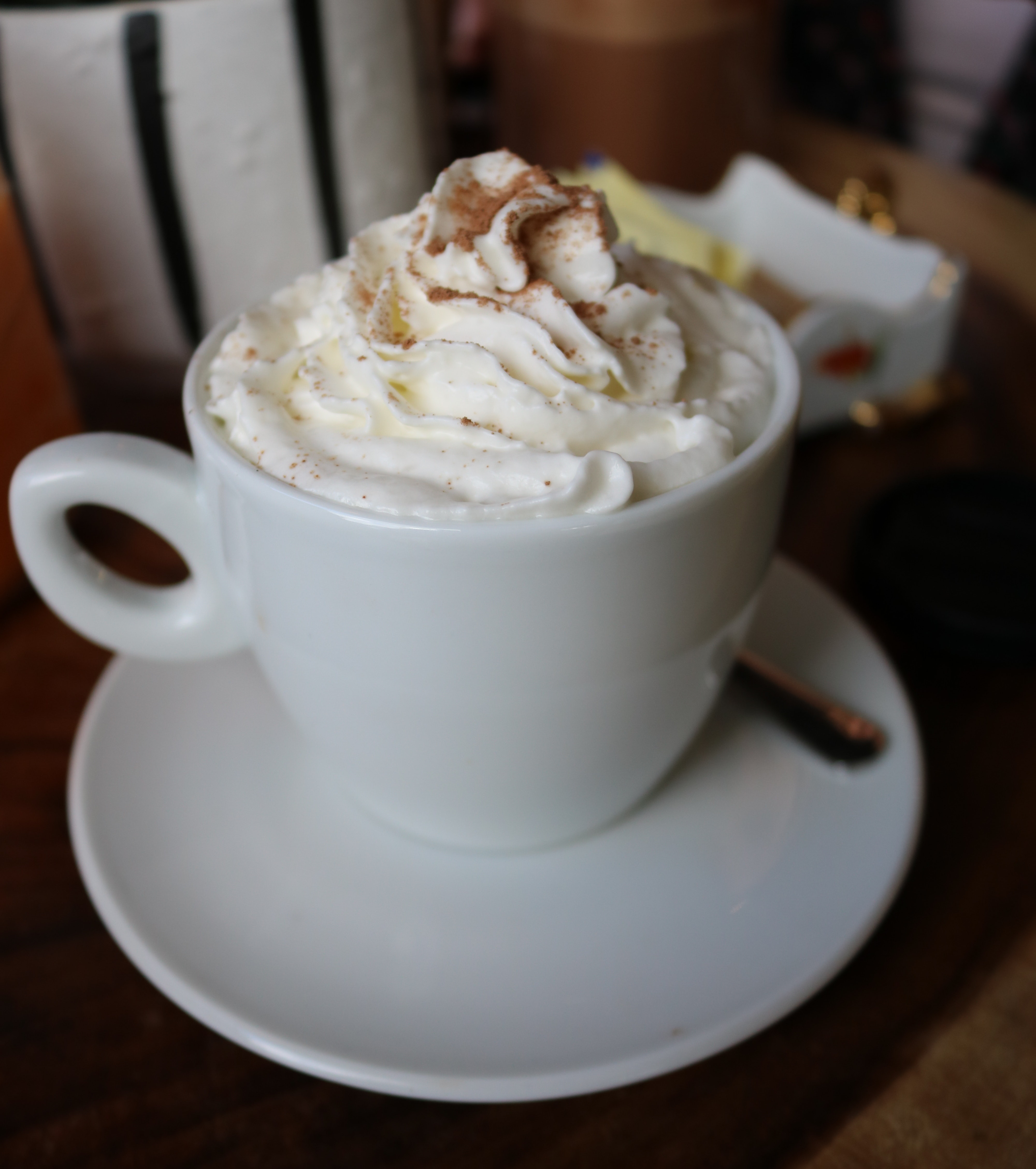
اسپرسو کن پانا

اسپرسو کُن پانا (به ایتالیایی: espresso con panna) به معنی «اسپرسو با خامه» قهوهٔ اسپرسو سینگل یا دوبل است که همراه خامه زده‌شده بر روی آن سرو می‌شود.
اسپرسو کُن پانا در ایالات متحده آمریکا با عنوان «café Vienne» و در فرانسه و انگلستان با نام «café Viennois» شناخته می‌شود. فرانسوی‌ها به‌جز این نوشیدنی، ملانژ وینی را هم با نام «café Viennois» می‌شناسند و در استرالیا یک نوشیدنی مشابه اسپرسو کُن پانا با نام Café Vienna شناخته می‌شود. اسپرسو کُن پانا به‌طور سنتی در یک فنجان به اندازهٔ اسپرسو سرو می‌شود اما کافه وینا در فنجانی به اندازهٔ لاته سرو می‌شود. اسپرسو کُن پانا از لاته و کاپوچینو قدمت بیشتری دارد و با این حال هنوز هم بسیار محبوب است.